# Américo Emílio Romi
Américo Emílio Romi foi um industrial brasileiro, nascido em São José do Rio Pardo, SP, em 29 de junho de 1896, filho de Policarpo Romi e Regina Seppia Romi. Emílio Romi foi fundador das Indústrias Romi S.A., localizada no município de Santa Bárbara d'Oeste, SP. A Companhia, que iniciou suas atividades como oficina para reparação de automóveis, transformou-se no maior produtor de máquinas-ferramenta e máquinas para processamento de plásticos do Brasil, além de importante produtor de fundidos. As Indústrias Romi S.A. também produziram o primeiro trator brasileiro, o Toro, e o primeiro carro de passeio fabricado no Brasil, o Romi-Isetta.

## Histórico
- 29 de junho de 1896 - Nasce Américo Emílio Romi
- 1912 - A família Romi muda-se para a Itália
- 1915 - Emílio Romi é convocado para lutar na Primeira Guerra Mundial
- 1917 - Emílio casa-se com Olimpia Gelli Chiti, viúva de Guido Chiti, com quem teve o filho Carlos Chiti
- 1924 - A família Romi muda-se para o Brasil
- 1930 - Fundação da Garage Santa Bárbara, em Santa Bárbara d'Oeste
- 1932 - 1933: Emílio desenvolve a "Autolina", combustível constituído por álcool adicionado à gasolina. Início da fabricação de implementos arícolas
- 1934 - Instala-se a primeira fundição da Romi
- 1941 - Após sugestão de Carlos Chiti, inicia-se na Romi a fabricação de tornos mecânicos, marca Imor
- 1951 - Eleito prefeito do município de Santa Bárbara d'Oeste
- 1955 - Nomeado Comendador e Cidadão Barbarense
- 1956 - Início da produção do Romi-Isetta
- 1957 - Instituída a Fundação Romi, entidade sem fins lucrativos destinada a promover o desenvolvimento da educação e cultura como elementos transformadores da sociedade
- 1959 - Emílio morre em virtude de um acidente vascular cerebral (AVC), em 15 de março.